# Actus purus
Actus purus (lat.: „reiner Akt“) ist ein Ausdruck der scholastischen Philosophie für die absolute Vollkommenheit Gottes.
Geschaffene Wesen haben nicht realisierte Möglichkeiten, sowohl bezüglich ihrer Unvollkommenheiten wie ihrer Vollkommenheiten. Nur Gott ist zur gleichen Zeit alles, was er sein kann, unendlich wirklich und unendlich vollkommen. „Ich bin, der ich bin“ (Ex 3,14 ). Seine Eigenschaften und seine Handlungen sind identisch mit seinem Wesen, und zu seinem Wesen (Wie-Sein) gehört unablösbar seine Existenz (Da-Sein).
In Geschöpfen geht die Möglichkeit der Wirklichkeit voraus; bevor eine Vollkommenheit verwirklicht wird, muss ihre Verwirklichung möglich sein. Absolut betrachtet hingegen gilt das Umgekehrte: Die Wirklichkeit geht der Möglichkeit voraus. Denn um Veränderung zu erfahren, muss ein Ding bearbeitet (in einen neuen Zustand versetzt) werden. Veränderung und Potentialität setzen also das Dasein in actu voraus. Dieses Dasein, sofern noch mit Potentialität vermischt, setzt eine ihm vorhergehende Wirklichkeit voraus – und so weiter, bis der Actus purus, die Wirklichkeit ohne einen Rest von bloßer Möglichkeit, erreicht ist.
Die Bezeichnung „actus purus“ geht auf Aristoteles zurück: „actus“ ist das lateinische Wort für ἐνέργεια, energeia. In der Metaphysik XII 7, 1072b ff. kennzeichnet Aristoteles den unbewegten Beweger als reine energeia.
In der Hochscholastik wird die Akt-Potenz-Lehre der aristotelische Metaphysik rezipiert und von Thomas von Aquin modifiziert. In Anwendung auf Gott führt dies zu seiner Kennzeichnung als actus purus:

„Deus est actus purus, non habens aliquid de potentialitate“

Nikolaus von Kues bezeichnet Gott als „actus purissimus“.
Nach Leibniz ist Gott absolute Tätigkeit und zugleich actus purus.